# Batanes
Batanes – najdalej na północ wysunięta prowincja na Filipinach, położona na wyspach o tej samej nazwie. Jest najmniejszą prowincją zarówno pod względem powierzchni, jak i liczby ludności. Wyspy Batanes znajdują się w odległości 162 km od północnej części wyspy Luzon, od której oddziela je Cieśnina Luzon.
Tylko cztery największe wyspy: Itbayat, Batan, Sabtang i Ibuhos są zamieszkane. Na południe od nich oddzielone cieśniną Balintang leżą Wyspy Babuyan, które administracyjnie należą do prowincji Cagayan. Od znajdującego się około 190 km na północ Tajwanu oddziela je cieśnina Bashi.
Powierzchnia: 219,01 km². Liczba ludności: 17 246 mieszkańców (2015). Gęstość zaludnienia wynosi 78,8 mieszk./km². Stolicą prowincji jest Basco.